# Монтурке
Монтурке (на испански: Monturque) е населено място и община в Испания. Намира се в провинция Кордоба, в състава на автономната област Андалусия. Общината влиза в състава на района (комарка) Кампиния Сур. Заема площ от 33 km². Населението му е 2009 души (по преброяване от 2010 г.). Разстоянието до административния център на провинцията е 61 km.

## Демография
| 1996 | 1998 | 1999 | 2000 | 2001 | 2002 | 2003 | 2004 | 2005 | 2006 |
| ---- | ---- | ---- | ---- | ---- | ---- | ---- | ---- | ---- | ---- |
| 1937 | 1935 | 1938 | 1962 | 1981 | 1966 | 1943 | 1995 | 2007 | 2001 |